# Pasturatore

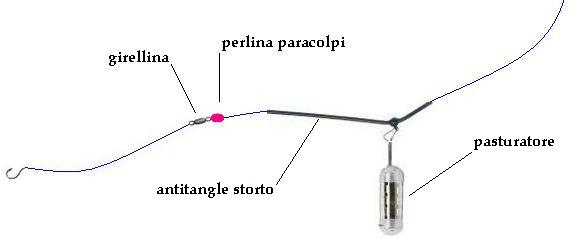
Uso del pasturatore nella pesca a legering.

Il pasturatore è un arnese che viene usato nella pesca: serve a far fuoriuscire in piccole parti il bigattino o la pastura di cui viene riempito, per attirare i pesci di fondo e superficie.
Il pasturatore viene usato, per esempio, nella pesca a legering e nella pesca alla bolognese ma esistono anche pasturatori per la pesca a bolentino (un tipo di pesca di profondità), che liberano il contenuto, grazie a una molla, quando vengono sottoposti a strattoni.